# Horný Badín
Horný Badín (ungarisch Felsőbágyon – bis 1892 Felsőbadin) ist eine Gemeinde in der Mitte der Slowakei mit 172 Einwohnern (Stand 31. Dezember 2024), die im Okres Krupina, einem Kreis des Banskobystrický kraj, liegt.

## Geographie
Die Gemeinde befindet sich in der Hochebene Krupinská planina, auf einem flachen Rücken zwischen den Tälern der Flüsschen Jalšovík und Vrbovok im Einzugsgebiet der Krupinica. Das Ortszentrum liegt auf einer Höhe von 300 m n.m. und ist 11 Kilometer von Krupina entfernt (Straßenentfernung).
Nachbargemeinden sind Bzovík im Norden, Jalšovík und Kozí Vrbovok im Nordosten, Trpín im Osten, Čabradský Vrbovok im Südosten, Dolný Badín im Süden und Uňatín im Westen.

## Geschichte
Horný Badín entstand im 14. Jahrhundert auf damaligem Gemeindegebiet von Dolný Badín, wurde zum ersten Mal 1391 als Bagyon schriftlich erwähnt und war Teil der Herrschaft des Klosters in Bzovík. 1715 gab es 14 Haushalte, 1828 zählte man 31 Häuser und 185 Einwohner, die als Landwirte und Winzer beschäftigt waren.
Bis 1918 gehörte der im Komitat Hont liegende Ort zum Königreich Ungarn und kam danach zur Tschechoslowakei beziehungsweise heute Slowakei. 

## Bevölkerung
| Jahr                | 1994 | 2004    | 2014    | 2024    |
| ------------------- | ---- | ------- | ------- | ------- |
| Anzahl der Personen | 194  | 191     | 182     | 172     |
| Unterschied         |      | −1,54 % | −4,71 % | −5,49 % |

| Jahr                | 2023 | 2024    |
| ------------------- | ---- | ------- |
| Anzahl der Personen | 174  | 172     |
| Unterschied         |      | −1,14 % |

Nach der Volkszählung 2011 wohnten in Horný Badín 176 Einwohner, davon 170 Slowaken und ein Magyare. Fünf Einwohner machten keine Angabe zur Ethnie.
147 Einwohner bekannten sich zur Römisch-katholischen Kirche, fünf Einwohner zur Evangelischen Kirche A. B. und ein Einwohner zur griechisch-katholischen Kirche. 18 Einwohner waren konfessionslos und bei fünf Einwohnern wurde die Konfession nicht ermittelt.